# Hryniowce
Hryniowce (ukr. Гринівці) – wieś na Ukrainie w rejonie tłumackim obwodu iwanofrankiwskiego.
W II Rzeczypospolitej wieś w powiecie tłumackim województwa stanisławowskiego.
W latach 1944–1946 nacjonaliści ukraińscy z OUN-UPA zamordowali tutaj 78 Polaków.